# Podeszwa płużna

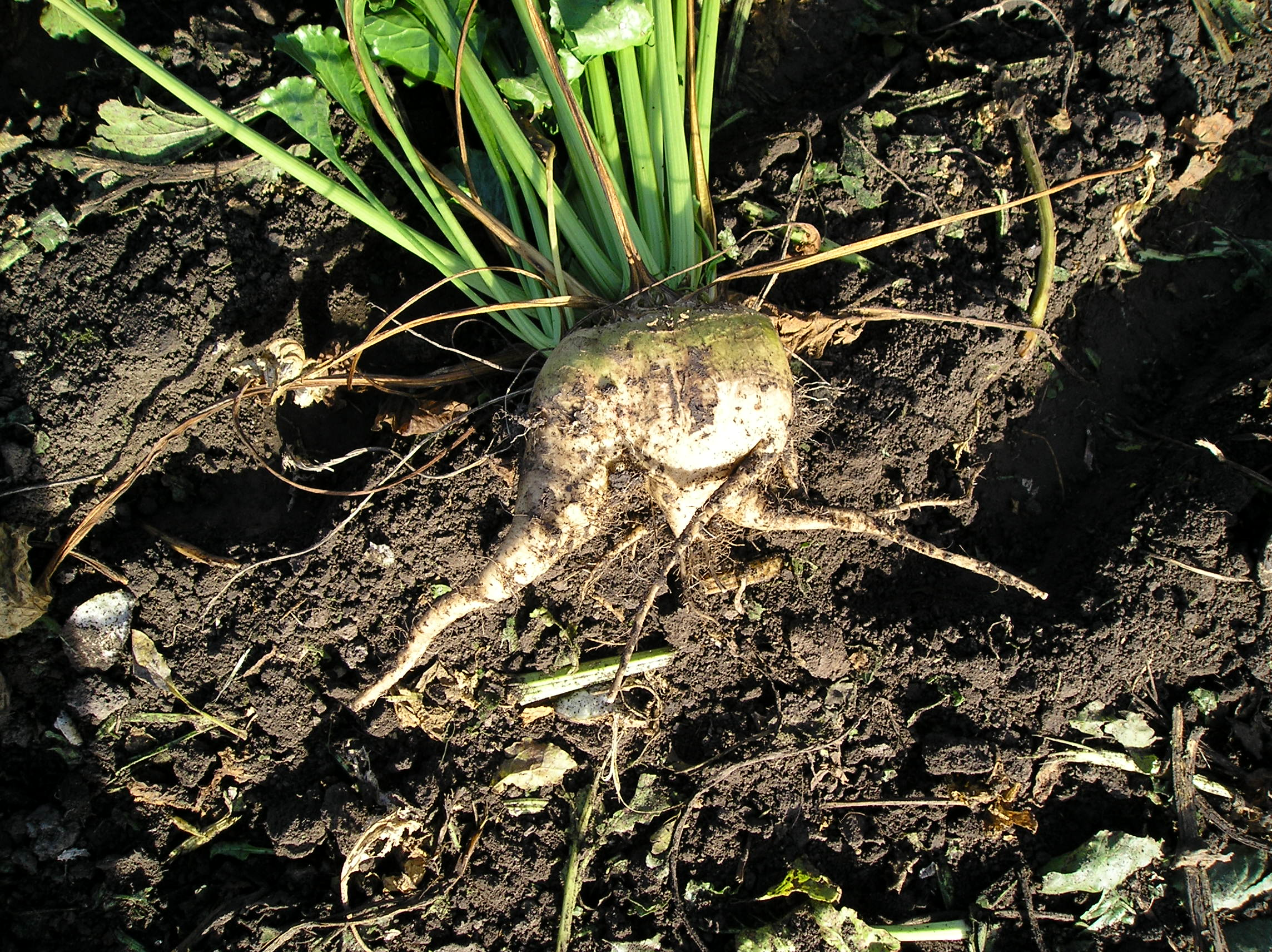
Selerowaty korzeń buraka cukrowego powstałego na polu z podeszwą płużną

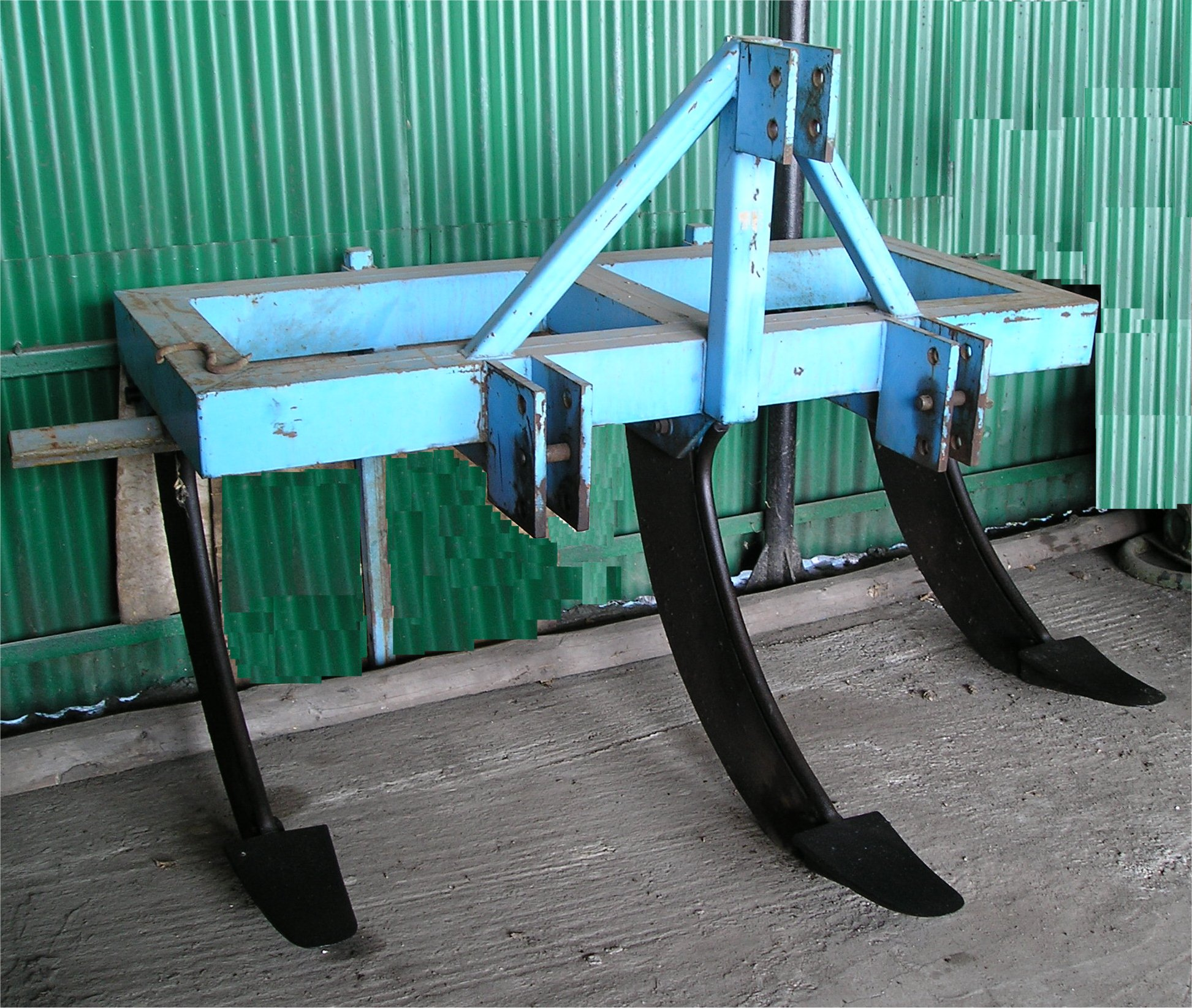
Głębosz do rozluźniania głębszych warstw gleby

 Podeszwa płużna – zagęszczona i zbita warstwa gleby znajdująca się pod dnem bruzdy, między warstwą orną a podorną (podskibiem).
Powstaje na skutek wieloletniej orki na tę samą głębokość oraz ugniatania dna bruzdy przez koła ciągnika i płóz pługa. W podeszwie płużnej zatrzymują się części spławialne i pyłowe, które zwiększają jej zagęszczenie. Zagęszczenie wpływa niekorzystnie na stosunki powietrzno-wodne, zatykając kapilary i zmniejszając ilość dostępnej wody. Podeszwa płużna charakteryzuje się gorszą przewiewnością, przepuszczalnością i pojemnością wodną niż warstwa orna i głębsze warstwy profilu glebowego.
Powstawaniu podeszwy płużnej przeciwdziała: orka na różną głębokość, orka z pogłębiaczem, głęboszowanie co 4-5 lat, stosowanie ciągników poruszających się wyłącznie po caliźnie. Można ją zlikwidować wykonując orkę pogłębioną lub głęboszowanie. Krótkotrwałe efekty daje stosowanie pogłębiacza. Podeszwa płużna wpływa negatywnie na plony roślin, np. może powodować deformacje korzeni (selerowatość).
Pługi mogą być wyposażone w elementy przeciwdziałające powstawaniu i umożliwiające zmniejszanie podeszwy płużnej: są to dłuta na lemieszach sprawiające, że wąski pasek skiby jest orany głębiej, oraz pogłębiacze wcinające się w glebę poniżej głębokości orki, ale nie przewracające gleby.  Na glebach piaszczystych nie powinno się głęboszować, ponieważ podeszwa płużna chroni przed spływem składników pokarmowych oraz części pyłowych i ilastych do podglebia.